# Objetivismo (poesia)
Objetivismo é como costuma-se chamar a poesia produzida por um grupo de poetas pertencentes à segunda geração do modernismo de língua inglesa, os quais aparecem a partir de 1930. Foram influenciados por poetas como Ezra Pound, que foi um dos seus propagadores, e William Carlos Williams, próximo do grupo.
Os princípios básicos da poética objetivista foram definidos pelo poeta e seu principal teórico Louis Zukofsky. A poesia objetivista trata do poema como algo palpável, como um objeto, marcando-se pela inteligibilidade e tom sincero, sem distanciamento da linguagem usual e sem evasão do mundo real, o qual deve ser observado pelo poeta com clareza.
A maior parte dos poetas que aderiram a esta estética foram dos EUA. Além de Zukofsky e Williams, participaram do grupo os também norte-americanos Charles Reznikoff, George Oppen, Carl Rakosi e Lorine Niedecker, bem como o inglês Basil Bunting.
Em Nova York travaram um primeiro contato Louis Zukofsky, Charles Resnikoff e George Oppen  que, a exemplo de William Carlos Williams, pretendiam dilapidar o imagismo poundiano daquilo que consideravam diluições produzidas e difundidas por Amy Lowell, que então estava à testa daquele movimento.
Das discussões em torno dessa proposta surge a semente do movimento objetivista - termo pioneiramente empregado por Zukofski em dois ensaios - “Program Objectivist, 1931” e “Sincerity and Objetification” - enxertados ao final do número da prestigiosa revista Poetry.
Em fevereiro de 1931, deste modo, deu-se o lançamento do grupo, nas páginas da "Poetry", que Zukofski, por intermédio de Pound, editou para (e contra) Harriet Monroe. Estiveram presentes nesta edição, além de Williams e os três fundadores do Objetivismo, Carl Rakosi e Busil Bunting, bem como outros poetas como Kenneth Rexroth e Robert McAlmon.
A poética do objetivismo teve forte influência sobre a posterior poesia dos EUA, incluindo os poetas ligados à Renascença de São Francisco.